# Bibliotheektheater Rotterdam
Het Bibliotheektheater is een theater in het centrum van Rotterdam, gehuisvest in het gebouw van de Centrale Bibliotheek Rotterdam, gevestigd aan de Hoogstraat. Het theater was als een van de eerste theaters in Nederland uitgerust met een speciale ringleiding voor slechthorenden. In het theater worden regelmatig cabaret- en toneelvoorstellingen opgevoerd. De zaal biedt ruimte aan 179 bezoekers.
Het Bibliotheektheater is in 1983 geopend. De ruimte was aanvankelijk bedoeld als aula voor de bibliotheek, maar werd ingericht als theater dat zich vooral ging richten op amateurgezelschappen en kleinere theatergroepen.